# Louise Blachère
Pour les articles homonymes, voir Blachère.
Louise Blachère, née le 22 juin 1990 à Saint-Étienne, est une actrice française.

## Biographie
Louise Blachère est révélée en 2007 par son rôle dans Naissance des pieuvres de Céline Sciamma pour lequel elle obtient une nomination pour le César du meilleur espoir féminin lors de la 33ecérémonie des César. Elle joue le rôle de Stéphanie dans la série télévisée Soda.

## Filmographie

### Cinéma
- 2007 : Naissance des pieuvres de Céline Sciamma : Anne
- 2009 : La Grande Vie d'Emmanuel Salinger : Lucie
- 2010 : Les Nuits de Sister Welsh de Jean-Claude Janer : Emma
- 2013 : 100% cachemire de Valérie Lemercier : la vendeuse au zoo
- 2015 : La Vie très privée de Monsieur Sim de Michel Leclerc : la caissière de la station service
- 2016 : Éperdument de Pierre Godeau : Codétenue Fleury
- 2017 : Marie-Francine de Valérie Lemercier : la jeune violoncelliste
- 2018 : Moi et le Che de Patrice Gautier
- 2019 : Girls with Balls d'Olivier Afonso : M.A.
- 2019 : Notre dame de Valérie Donzelli : la journaliste

### Télévision

#### Séries télévisées
- 2009 : Contes et nouvelles du XIXe siècle : Blanche
- 2011–2015 : Soda : Stéphanie (3 saisons)
- 2016 : Section de recherches : Magali Totti

#### Téléfilms
- 2014 : Soda : Un trop long week-end : Stéphanie
- 2015 : Soda : le Rêve américain : Stéphanie

#### Famille
- Ses frères, Adrien et Antoine BLACHERE l'accompagnent dans sa carrière depuis le premier jour.